# Йоги (камень)
«Йоги» (англ. Yogi Rock) — камень на Марсе, найденный миссией Mars Pathfinder в 1997 году.
Название камню дал учёный Джеффри Лэндис. Камни, найденные миссией Mars Pathfinder, получали имена в честь известных персонажей или просто обозначались цифрами. Камень «Йоги» по своей форме напоминает голову медведя, смотрящую в противоположную сторону от спускаемого аппарата Mars Pathfinder. В результате, камень был назван именем героя американского мультсериала «Шоу Мишки Йоги».
Находится в долине Арес, в точке с координатами 19°20′ с. ш. 33°33′ з. д. / 19,33° с. ш. 33,55° з. д.. Он стал первым обнаруженным камнем на Марсе, состоящим из базальта, данный факт свидетельствует о прошлой вулканической активности региона, базальт относится к магматическим горным породам. Гладкость поверхности «Йоги» даёт возможность предположить, что он принесён потоками воды. Он стал первым достаточно крупным камнем на Марсе, который был изучен Альфа-протон рентгеновским спектрометром, находящимся на борту Соджорнера, для определения его элементного состава.
Изображение Соджорнера, приближающегося к камню «Йоги», было использовано в начальных титрах телевизионного сериала Звёздный путь: Энтерпрайз.